# Due pistole per due fratelli
Due pistole per due fratelli (Gun Brothers) è un film del 1956 diretto da Sidney Salkow.
È un film western statunitense con Buster Crabbe, Ann Robinson, Neville Brand e Michael Ansara ambientato nel Territorio del Wyoming nel 1879. Nel 1961 ne è stato prodotto un remake (non ufficiale), Pistole fiammeggianti.

## Trama
Un ex militare raggiunge il fratello che, contrariamente alle sue aspettative, è diventato un fuorilegge. Disapprovando la sua condotta, l'uomo si allontana senza sapere che una sua azione ha permesso di scoprire il nascondiglio del fratello. Questi lo ritrova, ma rinuncia alla vendetta quando comprende che sarebbe immotivata.

## Produzione
Il film, diretto da Sidney Salkow su una sceneggiatura di Gerald Drayson Adams e Richard Schayer e un soggetto dello stesso Adams, fu prodotto dalla Grand Productions e girato nel ranch di Corriganville a Simi Valley, California, da metà marzo 1956. Il titolo di lavorazione fu  Blood Brothers. Uno dei personaggi del film, Luther "Yellowstone" Kelly, è stato un cacciatore realmente esistito (1849–1928) ed una figura storica abbastanza nota nel Wyoming.

## Distribuzione
Il film fu distribuito con il titolo Gun Brothers negli Stati Uniti nel settembre del 1956 al cinema dalla United Artists.
Altre distribuzioni:
- in Germania Ovest il 2 luglio 1957 (Revolvermänner)
- in Austria nel novembre del 1957 (Revolvermänner)
- in Finlandia il 28 novembre 1958 (Ruudinsavun rajamailla)
- in Svezia il 20 luglio 1959 (Diligensöverfallet)
- in Grecia (Nomos kai prostagi e Oi ekdikitai tou Missouri)
- in Italia (Due pistole per due fratelli)

## Critica
Secondo il Morandini il film è un "semplice western, costruito su schemi straconosciuti".

## Promozione
Le tagline sono:

- RIP-ROARING WESTERN ACTION!
- BROTHER against BROTHER BLOOD-FEUD...Riding Roughshod Across the Rockies!